# Rita Moreno: Just a Girl Who Decided to Go for It
Rita Moreno: Just a Girl Who Decided to Go for It es una película documental estadounidense de 2021, dirigido, producido, y editado por Mariem Pérez Riera. La película sigue a Rita Moreno, centrándose en sus primeros años y su carrera. Norman Lear, Lin-Manuel Miranda, y Michael Kantor sirven como productores ejecutivos.
La película tuvo su estreno mundial en el Festival de Cine de Sundance de 2021 el 29 de enero de 2021. Fue estrenada el 18 de junio de 2021 por Roadside Attractions

## Sinopsis
Durante más de 70 años, Rita Moreno ha inspirado al público con sus actuaciones, la película sigue su viaje desde su infancia hasta el estrellato.

## Reparto
- Rita Moreno
- Eva Longoria
- George Chakiris
- Gloria Estefan
- Emilio Estefan
- Héctor Elizondo
- Karen Olivo
- Justina Machado
- Sonia Manzano
- Lin-Manuel Miranda
- Mitzi Gaynor
- Chita Rivera
- Morgan Freeman
- Norman Lear
- Terrence McNally
- Whoopi Goldberg

## Producción
En julio de 2019, se anunció que PBS produciría y distribuiría un documental sobre Rita Moreno con Norman Lear y Lin-Manuel Miranda como productores ejecutivos.

## Lanzamiento
La película tuvo su estreno mundial en el Festival de Cine de Sundance de 2021 el 29 de enero de 2021. En marzo de 2021, Roadside Attractions adquirió los derechos de distribución de la película y la fijó para su estreno el 18 de junio de 2021. Se transmitirá en American Masters en PBS el 5 de octubre de 2021.

## Recepción
En Roten Tomatoes, la película tiene un índice de aprobación del 96% según las revisiones de 102 críticos, con una calificación promedio de 7.9/10. El consenso de los críticos del sitio web dice: "Un perfil conmovedor de la leyenda de la pantalla Rita Moreno, Just a Girl es a la vez una aguda crítica de las abrumadoras desigualdades de la industria y un hermoso homenaje a un artista que nunca se echó atrás a pesar de las probabilidades".
 